# Хіп-хоп-мода
Хіп-хоп-мода — вуличний стиль одягу, що виник і розвивається з культурою хіп-хопу. Концепція стилю «Розкутість і свобода».
Молодіжна культура «хіп-хоп» виникла наприкінці 1970-х у США в середовищі афроамериканців, новий стиль підхопили мільйони молодих людей у всьому світі. До кінця тисячоліття хіп-хоп став одним з наймодніших у музичної індустрії. Одночасно появилися перші бренди модного одягу, що стали популяризувати хіп-хоп-культуру. Відомі виробники одягу і взуття хіп-хопу — Adidas, Reebok, Nike, Sean John, Joker, Carhartt, ECKO, RocaWear, Hardflex, AKADEMIKS, KIX та інші розпочали випускати речі в цьому стилі.

## Особливості стилю
Одяг прихильників хіп-хопу однаково популярний у представників обох статей. Головним є зручність, що робить рухи вільними, дає можливість вести активне життя. Одяг доповнюють спортивне взуття та аксесуари, короткі зачіски з малюнками на виголених місцях, дреди. Все це створює унікальні образи.

### Чоловічий стиль
Стиль хіп-хоп-моди для чоловіків і хлопців — це насамперед за все вільні майки, футболки з принтами, об'ємні бомбери, толстовки з глибокими капюшонами, трикотажні шапки, які майже закривають очі, бейсболки з прямими козирками, джоггер і мішкуваті штани. Для їх виготовлення використовується денім і бавовняний трикотаж різної щільності. На верхньому одязі, головних уборах присутні малюнки і написи на різну тематику. Найпопулярніше взуття — кросівки, черевики і кеди.
Для чоловіків характерна багатошаровість і не поєднуваність різних предметів гардеробу. Прикладами цього є шуба з натурального хутра з довгим ворсом «у підлогу», майка «з чужого плеча», широкі джинси і кросівки. Репери використовують масивні прикраси (ланцюга, медальйони та ін.).

### Жіночий стиль
Для жіночого стилю хіп-хоп характерна демократичність. Можуть бути майки і футболки унісекс «на два розміри більше», так і вузькі сукні «міні», коротенькі майки з написами, вузькі джинси скінні і легінси, які підкреслюють форму фігури. Кольори яскраві, насичені, сміливо поєднуються.